# Sheldon Mac
Sheldon Mac, nato e conosciuto fino al 2017 come Sheldon Reeves McClellan (Houston, 21 dicembre 1992), è un cestista statunitense.

## Biografia
Nel 2017 ha cambiato legalmente il nome in Sheldon Mac in quanto non aveva più relazioni con il padre da anni.

## Statistiche

### College
| Anno      | Squadra          | PG  | PT | MP   | TC%  | 3P%  | TL%  | RP  | AP  | PRP | SP  | PP   |
| --------- | ---------------- | --- | -- | ---- | ---- | ---- | ---- | --- | --- | --- | --- | ---- |
| 2011-2012 | Texas Longhorns  | 34  | 9  | 25,9 | 44,8 | 31,0 | 75,6 | 3,3 | 0,6 | 1,0 | 0,1 | 11,3 |
| 2012-2013 | Texas Longhorns  | 34  | 15 | 27,3 | 38,2 | 27,3 | 83,3 | 3,9 | 0,9 | 0,8 | 0,1 | 13,5 |
| 2014-2015 | Miami Hurricanes | 38  | 38 | 33,6 | 48,4 | 35,8 | 82,4 | 4,7 | 1,9 | 0,9 | 0,2 | 14,5 |
| 2015-2016 | Miami Hurricanes | 35  | 34 | 32,9 | 50,4 | 40,6 | 83,8 | 3,2 | 1,6 | 1,0 | 0,3 | 16,3 |
| Carriera  | Carriera         | 141 | 96 | 30,0 | 45,5 | 34,0 | 81,8 | 3,8 | 1,3 | 0,9 | 0,2 | 13,9 |

### NBA

#### Regular Season
| Anno      | Squadra       | PG | PT | MP  | TC%  | 3P%  | TL%  | RP  | AP  | PRP | SP  | PP  |
| --------- | ------------- | -- | -- | --- | ---- | ---- | ---- | --- | --- | --- | --- | --- |
| 2016-2017 | Wash. Wizards | 30 | 3  | 9,6 | 40,0 | 23,3 | 85,2 | 1,1 | 0,5 | 0,3 | 0,1 | 3,0 |
| Carriera  | Carriera      | 30 | 3  | 9,6 | 40,0 | 23,3 | 85,2 | 1,1 | 0,5 | 0,3 | 0,1 | 3,0 |

#### Playoffs
| Anno     | Squadra       | PG | PT | MP  | TC%  | 3P%  | TL% | RP  | AP  | PRP | SP  | PP  |
| -------- | ------------- | -- | -- | --- | ---- | ---- | --- | --- | --- | --- | --- | --- |
| 2017     | Wash. Wizards | 7  | 0  | 2,4 | 55,6 | 40,0 | 100 | 0,3 | 0,0 | 0,0 | 0,0 | 2,0 |
| Carriera | Carriera      | 7  | 0  | 2,4 | 55,6 | 40,0 | 100 | 0,3 | 0,0 | 0,0 | 0,0 | 2,0 |

### G League
| Anno      | Squadra          | PG | PT | MP   | TC%  | 3P%  | TL%  | RP  | AP  | PRP | SP  | PP   |
| --------- | ---------------- | -- | -- | ---- | ---- | ---- | ---- | --- | --- | --- | --- | ---- |
| 2016-2017 | Delaware 87ers   | 6  | 0  | 25,6 | 55,0 | 30,0 | 65,4 | 3,5 | 1,5 | 1,5 | 0,2 | 10,7 |
| 2019-2020 | Canton Charge    | 41 | 1  | 27,0 | 50,0 | 30,1 | 79,6 | 4,0 | 2,5 | 1,1 | 0,0 | 15,6 |
| 2020-2021 | Canton Charge    | 15 | 11 | 28,5 | 50,5 | 30,0 | 82,7 | 3,5 | 3,6 | 0,9 | 0,1 | 17,9 |
| 2021-2022 | Cleveland Charge | 7  | 1  | 27,9 | 37,5 | 31,6 | 90,0 | 3,0 | 2,3 | 0,9 | 0,1 | 12,9 |
| 2021-2022 | Stockton Kings   | 23 | 6  | 30,7 | 47,7 | 40,2 | 84,0 | 3,5 | 1,9 | 1,2 | 0,2 | 16,1 |
| Carriera  | Carriera         | 92 | 19 | 28,1 | 48,7 | 33,5 | 80,3 | 3,7 | 2,4 | 1,1 | 0,1 | 15,6 |

## Palmarès
- Campionato venezuelano: 1

Gladiadores de Anzoategui: 2023